# Conflito civil nas Filipinas
O conflito civil nas Filipinas é uma guerra interna que acontece no país desde 1969, com duas vertentes: uma insurgência de cunho comunista e outra sendo um levante da população islâmica de origem moro.
O conflito começou de fato após uma série de turbulências políticas iniciadas em 1969, com as hostilidades tomando grandes proporções nas décadas seguintes.  Na verdade, o início da insurgência pode ser traçado até 1899, quando o povo moro de Bangsamoro tentou se rebelar contra a presença dos Estados Unidos no país. As hostilidades retomaram a forma mais violenta na década de 1960, com os movimentos comunistas e islamitas lutando contra as forças do governo filipino.

## Rebelião Comunista
O partido comunista apareceu pela primeira vez nas Filipinas na década de 1930 como Partido Komunista ng Pilipinas (Partido Comunista das Filipinas). Em 1948, após a Segunda Guerra Mundial, vários grupos rebeldes instigaram a Rebelião Hukbalahap contra o governo, os chamados Huk chegaram a ter 50.000 combatentes e resistiriam até 1954. A organização seria reformada em 1968 e o Novo Exército Popular (NEP) foi criado em 1969; sendo ativo nas ilhas de Luzon, Samar, Leyte e nas regiões autônomas muçulmanas de Mindanau, Surigao e Agusan. Desde os anos 1960, o Novo Exército Popular tem lutado em diferentes províncias das Filipinas e o conflito já provocou cerca de 120.000 a 160.000 mortes e mais de dois milhões de refugiados.

## Conflito Moro

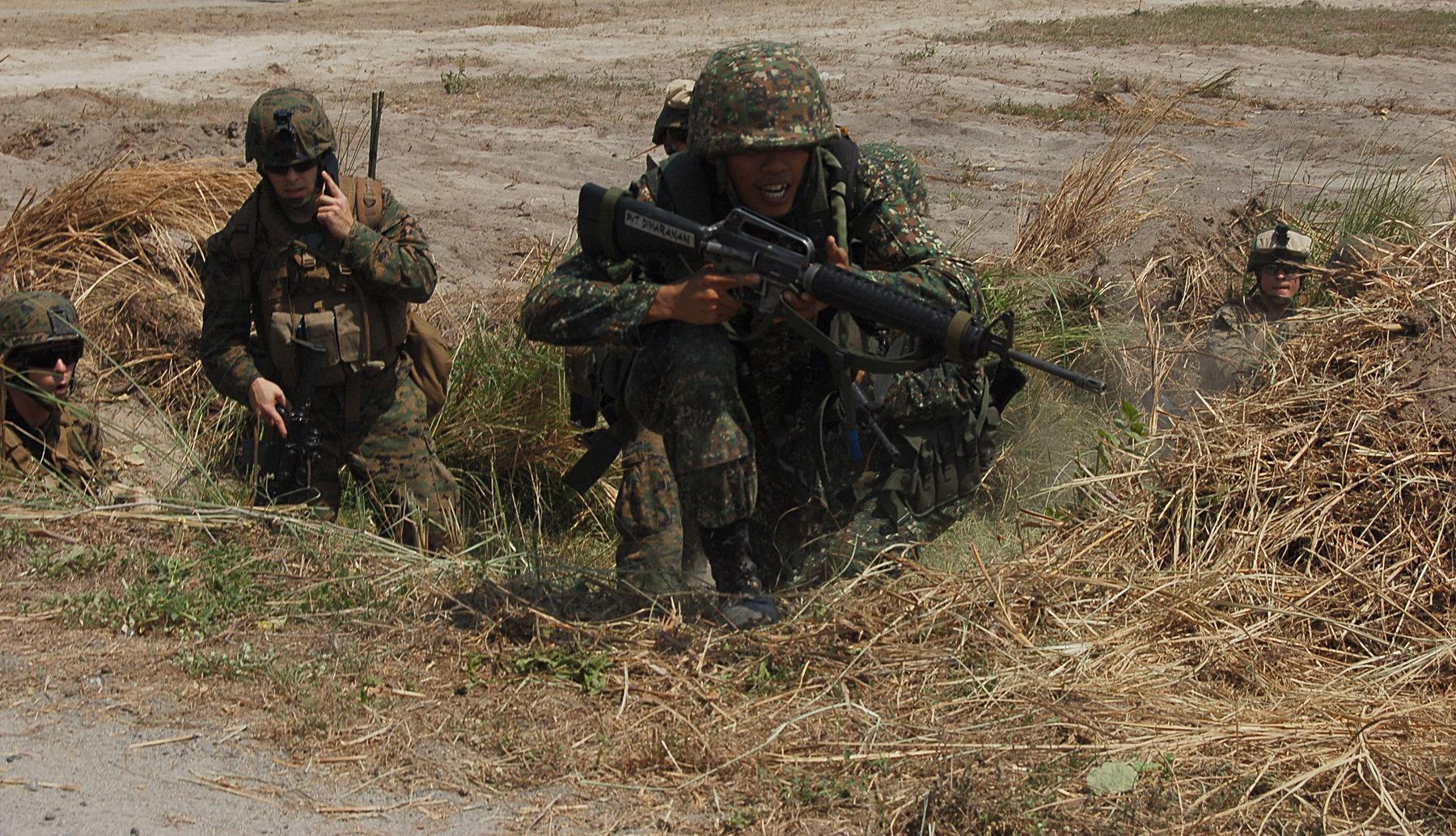
Soldados filipinos e americanos durante um exercício em conjunto.

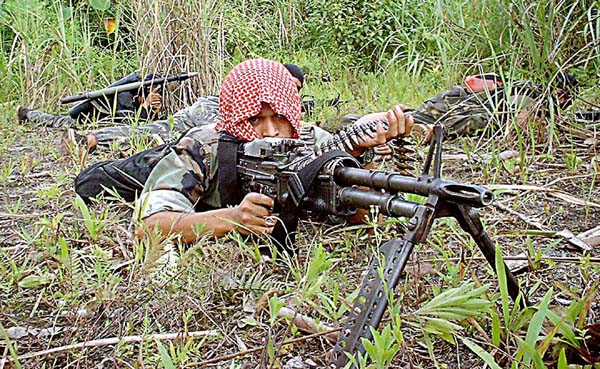
Um combatente da Frente Moro de Libertação Islâmica.

Entre os anos de 1960 e 1980, organizações separatistas, como a Frente Moro de Libertação Nacional e a Frente Moro de Libertação Islâmica surgiram, com o conflito tendo suas raízes no início de 1900 com a Rebelião Moro. Estes grupos operam principalmente nas ilhas de Mindanau, Palawan e no arquipélago Sulu e outras ilhas vizinhas.
A Frente Moro de Libertação Nacional foi criada pelo professor universitário Nur Misuari logo após o massacre de 60 muçulmanos filipinos. O movimento de cunho socialista, com o passar dos anos tomou a forma da jihad (guerra santa) promovida por grupos fundamentalistas como a Frente Moro de Libertação Islâmica, um grupo extremista outrora ligada a MNLF, que quer estabelecer um estado islâmico na região sul das Filipinas.
Grupos islâmicos como o Abu Sayyaf e o Movimento Rajah Sulaiman, foram apoiados por grupos de fora das Filipinas, como a Jemaah Islamiyah e a al-Qaeda.
Assim, os americanos voltaram a tomar interesse no que acontecia naquela nação após o início da chamada Guerra ao Terror e uma operação militar americana chamada Operação Liberdade Duradoura - Filipinas que foi criada para apoiar o governo filipino no combate a insurgência. O auxílio dos Estados Unidos provou-se decisivo enquanto o governo de Manila conseguia progressos nos campos de batalha. Acuados, os islamitas recorreram a atividades de guerrilha nas regiões isoladas de Mindanau, além de atentados a bomba e sequestros.